# GrabCut
GrabCut是一个基于计算机视觉中的图割理论的图像分割方法。
在GrabCut中，像素被划分为ground truth background、ground truth foreground、maybe background、maybe foreground四类标签。开始时，用户需要画出一个完整包含目标物体的边界框。框内的像素被标记为maybe foreground，而框外的则是ground truth background。
然后算法使用高斯混合模型（GMM）估计目标物体和背景的色彩分布。GMM用于在像素标签上构建马尔可夫随机场，其能量函数更喜欢具有相同标签的连接区域。运行基于图割（如最小割）的优化来推断位于不确定区域（标签为maybe background、maybe foreground的像素）的标签值。此估计比用户画出的边界框的原始估计更准确，因此上述过程将多次重复，直到收敛。
用户可以通过反复多次指出错误分类的区域，使算法重新运行优化，获得更佳结果。
OpenCV中已经提供开源实现。